# 尤金·德马塞

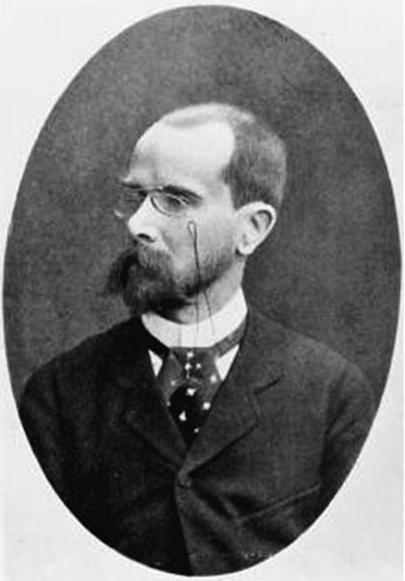
Eugène-Anatole Demarçay

尤金·德马塞（法語：Eugène-Anatole Demarçay，1852年1月1日—1904年12月），法国化学家。

## 生平
德马塞出生於法國巴黎，在英国和法国就学，他关于松稀油和苯醚类物质的研究给香水工业带来了一些帮助。在研究硫化氮时他在一次爆炸中损失了一只眼睛。
德马塞是一位光谱学专家，1896年他在研究当时刚刚被发现的钐时开始怀疑他所得到的样品中含有一种当时还未知的化学元素。经过5年的工作他1901年的确隔离了一种新元素，并将之命名为铕。由于德马塞在光谱学上极大的成就（有人说，他看复杂的光谱就象看一本打开的书一样），他经常被聘请为专家来验证新元素的发现，居里夫妇的镭也是由他验证的。

## 著作
- Spectres électriques. Atlas ; Eugène Demarçay ; Paris : Gauthier-Villars, 1895. OCLC 54317437
- Sur les acides tétrique et oxytétrique et leurs homologues ; Eugène Demarçay ; Paris : Gauthier-Villars, 1880. OCLC 25644291